# Eurycantha maluensis
Eurycantha maluensis är en insektsart som beskrevs av Günther 1929. Eurycantha maluensis ingår i släktet Eurycantha och familjen Phasmatidae. Inga underarter finns listade i Catalogue of Life.